# Achille Diegenant
Achiel Frédéric Georges Diegenant (Oostende, 28 september 1936 – Santa Cruz, 17 januari 2019) was een Belgisch sportbestuurder en politicus voor CVP.

## Levensloop
Diegenant doorliep zijn humaniora aan de Koninklijke Cadettenschool te Laken. Vervolgens behaalde hij zijn licentiaat lichamelijke opvoeding aan de Katholieke Universiteit Leuven, alwaar hij later een graduaat kinesitherapie en fysiotechniek aan toevoegde. Beroepshalve ging hij in 1964 aan de slag als assistent bij het Instituut voor Lichamelijke Opleiding, alwaar hij in 1981 werd aangesteld als lector. Ook was hij actief als zelfstandig kinesitherapeut.
Bij de gemeenteraadsverkiezingen van 1970 werd hij voor de CVP verkozen te Itterbeek, waarvan hij burgemeester was van 1971 tot 1976. Hierop aansluitend was hij van 1977 tot 2000 gemeenteraadslid te Dilbeek. In november 1971 werd Diegenant in het kiesarrondissement Brussel-Halle-Vilvoorde tevens verkozen als volksvertegenwoordiger  en bleef dit tot 1987. Vervolgens zetelde hij van 1987 tot 1995 als provinciaal senator voor Brabant in de Belgische Senaat. In de periode december 1971 tot en met oktober 1980 zetelde hij als gevolg van het toen bestaande dubbelmandaat ook in de Cultuurraad voor de Nederlandse Cultuurgemeenschap, die op 7 december 1971 werd geïnstalleerd. Vanaf 21 oktober 1980 tot december 1987 was hij lid van de Vlaamse Raad.
Daarnaast was hij actief als volleyballer en trad hij aan bij de nationale ploeg. Later was hij onder meer voorzitter van het Koninklijk Belgisch Volleybalverbond (KBVBV), de Katholieke Vlaamse Turnfederatie (KVT), de Koninklijke Belgische Katholieke Culturele Turn- en Sportfederatie (KBKCTSF) en de Raad van Bestuur van Bloso. Van 1991 tot 1998 was Diegenant daarnaast voorzitter van FICEP. Ook stond hij mee aan de wieg van Telenet en Ring-tv, alsook bij de bouw van het recreatiecentrum te Itterbeek.
In januari 2019 overleed hij onverwacht tijdens een vakantie in Tenerife. Zijn uitvaartplechtigheid vond plaats in de Sint-Ambrosiuskerk te Dilbeek.